# Utirik
Utirik bzw. Utrok oder Utrik (deutsch veraltet: Kutusowinseln oder Smolenskyinseln) ist ein Atoll der Ratak-Kette der Marshallinseln. Das Atoll hat eine Landfläche von 2,43 km² bei einer Lagunenfläche von 57,73 km². Die Gesamtfläche einschließlich der Riffplattform beträgt 91 km². Die Lagune weist Tiefen bis zu 49 Metern auf. Die Utirik Passage (Tolap) im Westen ist der einzige schiffbare Zugang zur Lagune. Daneben gibt es drei kleinere Bootspassagen, ebenfalls an der Westseite des Atolls (Tomouj, Toejamkan, Toreinpo).
Die sechs größten Inseln sind: Utirik, Aon, Bikrak, Pike, Allok und Nalap. Nur die Hauptinsel Utirik ist bewohnt, an dessen der Lagune zugewandten Westseite das einzige, gleichnamige Dorf liegt. Dort leben 264 Einwohner (Stand 2021). Der Flugplatz des Atolls (IATA-Flughafencode UTK) liegt entlang der Südseite der Hauptinsel.
Neun Kilometer südwestlich liegt das unbewohnte Atoll Toke, das von den Bewohnern Utiriks regelmäßig besucht wird.

## Geschichte
1954 wurden die 157 Bewohner des Eilands nach dem Bravo-Test der Operation Castle radioaktivem Fallout ausgesetzt, der nach 22 Stunden vom Bikini-Atoll herübergetragen worden war. Die durchschnittliche Strahlenbelastung betrug 14 Roentgen. Die Bewohner wurden, zusammen mit den noch stärker verstrahlten Bewohnern von Rongelap und 28 Soldaten einer Wetterstation, nach Kwajalein gebracht, wo ein Team der Hämatologie-Abteilung des Naval Medical Research Institute, Bethesda, Md sie untersuchte und testete. “It was important to find out as soon as possible the extent of the radiation each patient had received.”